# Antoine Eugène Genoud
Pour les articles homonymes, voir Genoud.
Antoine-Eugène Genoud dit l’abbé Genoude puis de Genoude par lettres patentes de Louis XVIII, né à Montélimar (Drôme) le 9 février 1792 et mort à Hyères (Var) le 19 avril 1849, est un séminariste, professeur de droit au lycée Bonaparte et élu Député de la Haute-Garonne. 

## Biographie

### Sous le Premier Empire
Issu d'une famille bourgeoise originaire de Savoie, il fait ses classes au lycée de Grenoble puis vient à Paris où il étudie le droit et est, grâce à l'appui de Fontanes, exempté de la conscription et nommé régent de sixième au Lycée Bonaparte à Paris (1811).
Ayant commencé par lire Voltaire et Helvétius et acquis, sous leur influence, un fonds de scepticisme que dissipe l'étude de Jean-Jacques Rousseau, il entre alors au séminaire Saint-Sulpice où il reste peu de temps mais fait la connaissance de Lamennais. Vers la même époque (1812), il fréquente Chateaubriand dans sa maison d'Auteuil. Il travaille alors à une traduction d’Isaïe qui lui attire les tracasseries de la censure impériale parce qu'une note relative à Nabuchodonosor II changé en bête est interprétée comme une allusion à Napoléon Ier. Il traduit également L'Imitation de Jésus-Christ.

### Restauration
Dès 1814, dans un ouvrage intitulé Réflexions sur quelques questions politiques, il critique le principe d'une charte octroyée, appelant la monarchie à s'appuyer sur un « pacte librement consenti » : « Du peuple, disait-il, dérive la loi, puisque son intérêt doit la former. La liberté ne peut jamais être l'effet que de lois justes. Le roi lui-même est soumis à cet ordre suprême. La loi seule commande et règne. Les droits des rois sont les plus saints de leurs devoirs. »
Pendant les Cent-Jours, fidèle au roi, il quitte la France par la Suisse et a à Chambéry une entrevue avec le prince de Polignac, qui le nomme son aide de camp. Lorsque Louis XVIII est rétabli sur son trône, il renonce aux armes pour reprendre ses travaux littéraires et politiques.
Il applaudit aux théories émises par Lamennais dans l’Essai sur l'indifférence et fut, avec Chateaubriand, l'un des fondateurs du journal Le Conservateur (1818). Les articles qu'il publie dans cette feuille, ainsi que dans Le Défenseur, qui lui succède et auquel Lamennais collabora, furent empreints du même caractère de royalisme et de « nationalité ».
Genoud met à profit quelques mois de loisirs pour faire un voyage en Vendée avec Auguste de La Rochejaquelein. C'est là qu'il fait la connaissance de Léontine Le Caron de Fleury (1795-1834), parente de Racine et de La Fontaine, éduquée par la comtesse de Chastenet-Puységur, qu'il épouse.
Sa traduction de la Bible réalisée entre 1821 et 1824 remporte un succès notable, et lui permet de constituer une solide fortune, que confortent ses activités dans la presse. En 1821, il devient le propriétaire du journal L'Étoile, qui soutient la politique de Villèle, et passe rapidement pour l'organe officieux du ministère. 
Le 28 juin 1822, il reçoit de Louis XVIII une pension et des lettres de noblesse et est nommé maître des requêtes par le comte de Peyronnet. Néanmoins, il est destitué par le vicomte de Martignac parce qu'il a pris, à partir de 1827, la direction de La Gazette de France, dans laquelle il a fondu L'Étoile et soutenait constamment la cause de la monarchie et de la religion, tout en attaquant vivement la politique du nouveau ministère, jusqu'à contribuer puissamment à sa chute.
Directement mêlé aux tractations auxquelles donne lieu la composition du cabinet suivant, il rompt avec Peyronnet et Polignac après d'inutiles efforts pour y faire entrer Villèle, et reste sur un terrain d'opposition où il fait preuve, à plusieurs reprises, d'une incontestable logique et d'une réelle énergie. Huit jours avant les ordonnances de Saint-Cloud, le 17 juillet 1830, il écrit dans la Gazette : « Les libertés publiques sont un fait primitif parmi nous, et un fait primitif est un droit. La tactique de la faction qui veut renverser la dynastie est de pousser les royalistes dans la fausse voie des exagérations et des coups d'État ; la nôtre doit être de nous rallier franchement à la monarchie représentative. Il faut bien qu'on le sache, la Charte n'a fait que traduire, dans la langue du jour, les anciennes constitutions de la monarchie. Or, dans les anciennes constitutions de la monarchie, c'était un droit des peuples d'être consultés. Les malheurs du royaume prirent naissance dans la désuétude de ce droit. Elle affaiblit le trône en diminuant sa popularité. » On trouve dans ce passage un écho de la rhétorique des parlements de l'Ancien Régime dans leur combat contre le pouvoir royal au XVIIIe siècle.

### Monarchie de Juillet
Sous la monarchie de Juillet à laquelle il s'oppose, il précise ses idées politiques et sa conception du « royalisme national » : son programme politique repose en effet sur l'alliance de l'hérédité royale et du suffrage universel. Sa devise, « La royauté nationale, la liberté, l'égalité politique, le catholicisme ou la fraternité », reflète la volonté de concilier pensée contre-révolutionnaire et aspirations de 1789.
Après 1830, il attaque vivement la monarchie de Juillet : « Philippe d'Orléans, écrivit-il, est proclamé roi. Ce n'est point par le droit de sa naissance qu'il arrive au trône. Ce n'est pas non plus par le suffrage constaté du peuple. Des députés, élus en vertu d'un principe de légitimité, sans mandat pour ôter ou décerner la couronne, l'ont salué d'un titre qu'ils pouvaient tout aussi valablement accorder à tout autre. Ici la légitimité héréditaire est écartée, la légitimité de la nation n'est comptée pour rien. » 
Ces attaques valent à la Gazette de France plus de quarante procès en cour d'assises et son directeur est fréquemment condamné à la prison. En raison de la singularité de son programme, il se trouve très isolé au sein de la presse. « Il se faisait remarquer, écrit Gustave Vapereau, par son activité d'esprit, par sa préoccupation constante de mettre en scène sa personnalité, par une manière pompeuse et oratoire, plus faite pour la prédication que pour le journal. »
Mis en demeure par le Courrier français de formuler nettement ses aspirations, Genoud se déclare partisan de la périodicité des états généraux, de la liberté d'association, de l'administration gratuite, de l'affranchissement des communes, de la liberté d'enseignement, de la création d'une Chambre haute non héréditaire et dont la formation ne serait pas laissée à la discrétion du pouvoir et à la répartition de l'impôt par des assemblées provinciales, départementales et communales. Pour lui, les assemblées communales et cantonales doivent pouvoir élire les assemblées provinciales qui à leur tour élisent l'assemblée nationale.
En politique étrangère, le théoricien du royalisme national est favorable au principe des nationalités dans lequel il perçoit l'application du principe chrétien et civilisateur appliqué au droit international : il rejette les traités de 1815 et souhaite l'accession de la France à ses frontières naturelles, à savoir jusqu'à la ligne du Rhin.
Cette déclaration est immédiatement suivie de la saisie de La Gazette de France qui est également interdite en Autriche, en Prusse, en Russie, dans les États sardes et en Italie. Elle ne désarme pas pour autant et fait, pendant toute la durée du règne de Louis-Philippe, une campagne acharnée en faveur de la réforme parlementaire et du suffrage universel. Il est vigoureusement combattu par La Quotidienne, organe des ultra-royalistes, mais Genoud tient bon sur ce sujet. La tendance incarnée par Genoud et La Gazette de France se distingue assez nettement des autres factions légitimistes. Se baptisant « royaliste national », Genoud représente un royalisme nationaliste, gallican et ouvert à la démocratie. 
Par son activisme et son intransigeance, il devient un des chefs de file du légitimisme, notamment dans les milieux populaires du Midi. Son hostilité à la monarchie de Juillet le pousse à approuver des alliances parlementaires avec les républicains contre la majorité orléaniste.
En 1834, devenu veuf, Genoud est ordonné prêtre et se fait appeler l’abbé de Genoude. Il crée la Société des réformistes et en janvier 1846 réunit un congrès de la presse réformiste de droite qui exige un élargissement massif de l'électorat. 
Il est élu le 24 janvier 1840 à l'Académie des sciences, belles-lettres et arts de Savoie, avec pour titre académique Correspondant.
Le 1er août 1846, il est élu député par le 2e collège électoral de la Haute-Garonne, il prend place à droite mais se trouve très isolé au sein de la Chambre. En 1847, le discours qu'il prononce sur la réforme électorale n'est approuvé ni par les légitimistes, ni par la majorité gouvernementale. En 1848, il ne signe pas la proposition de mise en accusation du ministère Guizot.

### Seconde République
Après la révolution de 1848, il fait de multiples et vaines tentatives pour entrer à l'Assemblée constituante. Elles échouent de peu dans l'Hérault : l'établissement du suffrage universel pour lequel il a tant combattu, ne lui est pas favorable en 1848.

## Iconographie
Une médaille à l'effigie de l'abbé de Genoude est exécutée par le graveur et sculpteur Raymond Gayrard en 1849. Un exemplaire en est conservé au musée Carnavalet (ND 0277).

## Œuvres
A. E. Genoud a publié de nombreux écrits, appartenant les uns à la polémique, les autres à la théologie et à l'histoire.

### Œuvres politiques et diverses
- Réflexions sur quelques questions politiques, 1814
- Voyage dans la Vendée et dans le midi de la France, suivi d'un Voyage pittoresque en Suisse, Paris, Nicolle, 1821, in-8, 261 p.
- Considérations sur les Grecs et les Turcs, 1821, in-8
- La Raison du christianisme ou preuves de la religion, tirées des écrits des plus grands hommes, 1834-1835
- La Vie de Jésus-Christ et des Apôtres, tirée des saints Évangiles, 1836, 2 vol. in-8
- Leçons et modèles de littérature sacrée, avec Lourdoueix, 1837, in-8
- La Raison monarchique, 1838, in-8
- Exposition du dogme catholique, 1840, in-8
- Défense du christianisme par les Pères, 1842, in-12
- La divinité de Jésus-Christ annoncée par les prophètes, 1842, 2 vol. in-12
- Lettres sur l'Angleterre, 1842, in-8
- Histoire d'une âme suivi de quelques fragments sur le Plessis-aux-Tournelles, Paris, Librairie de Perrodil, 1844, in-8 (ouvrage autobiographique)
- Histoire de France, 1844-1848, 23 vol. in-8
- Sermons et conférences, 4e éd., 1846, in-12

Genoud dirige la publication intitulée Bibliothèque chrétienne du XIXe siècle dans laquelle il publie sa traduction des Pères de l'Église des trois premiers siècles.

### Traductions
« Sa renommée comme traducteur, écrit Vapereau, s'est fort affaiblie depuis sa mort. »
- Les prophéties d'Isaïe, 1815, in-8
- Le Livre de Job, 1818, in-8
- L'Imitation de Jésus-Christ, 1820, in-32 (souvent réimprimé)
- La Bible, traduction nouvelle, Paris, Imprimerie royale, 1820-1824, 16 vol. in-8 et 1839-1840, 5 vol. in-4 : traduction nouvelle fort vantée pour son élégance et publiée aux frais de l'État. « Traduction moins exacte que cette de Sacy, mais éloquente, et quelquefois emphatique » (Vapereau)
- Les Pères des trois premiers siècles, traduits en français, 1837-1843, 9 vol. in-8

Les pères de l'Église (9 vol.)
- Tome 1 1837 : Dédicace, préface, présentations… Clément de Rome: Épitre aux Corinthiens et "deuxième épitre aux corinthiens" ; Barnabé: Épitre ; Hermas: Le Pasteur ; Ignace d'Antioche: Épitre aux Éphésiens, Epitre aux Magnésiens, Épitre aux Tralliens, Épitre aux Romains, Épitre aux Philadelphiens, Épitre aux Smyrniens, Épitre à saint Polycarpe ; Polycarpe de Smyrne: Épitre aux Philippiens ; Justin martyr: Discours aux Grecs, Du livre de La Monarchie, Première Apologie, Seconde Apologie
- Tome 2 1838 : Justin martyr: Dialogue avec le juif Tryphon ; Epitre à Diognète ; Tatien: Discours contre les Grecs ; Athénagore : Apologie des Chrétiens, De la résurrection des morts ; Théophile d'Antioche: Les trois livres à Autolyque ; Hermias: Les philosophes raillés ;
- Tome 3 1838 : Irénée de Lyon: les cinq livres du Traité contre les hérétiques
- Tome 4 1839 : Minucius Félix: L'Octavius ; Clément d'Alexandrie: Discours aux Gentils, Le Pédagogue, Homélie "Quel riche peut être sauvé ?", Fragment des Hypotyposes.
- Tome 5 1839 : Clément d'Alexandrie : Les stromates ;
- Tome 5 bis 1842 : Cyprien de Carthage: Vie et martyre de Cyprien, évêque de Carthage, écrite par son diacre Ponce, Lettres de saint Cyprien, Règles de conduite pour les vierges, Des lapsi (ou "De ceux qui ont failli dans la foi pendant la persécution"), Unité de l'Église, De l'Oraison dominicale, A Démétrianus, De la Vanité des idoles, De la mortalité, Des œuvres de miséricorde et de l'aumône, Avantages de la patience, De l'envie et de la jalousie, Epître à Fortunat, Les trois Livres des témoignages contre les Juifs adressés à Quirinus, Concile de CarthageSpectacles publics, Les douze illusions du monde, Gloire du martyre.
- Tome 6 1841 : Tertullien : Contre Marcion, De la chair de Jésus-Christ, De la Résurrection de la chair, De l'âme, Témoignage de l'âme, De la Couronne du Soldat, Du Manteau, De la Patience, De la Pénitence, De l'Idolâtrie
- Tome 7 1842 : Tertullien: Apologétique (ou "Défense des Chrétiens contre les Gentils), Traité des Prescriptions contre les hérétiques, Contre les Spectacles, De la Fuite pendant la persécution. À Fabius, Aux Martyrs, A Scapula, proconsul d'Afrique, Aux Nations (Livre 1 et 2), Contre les Juifs, Contre Hermogène ("contre l'éternité de la matière"), Contre les Valentiniens, Le Scorpiaque (ou "Antidote contre la morsure des Scorpions"), Contre Praxéas (ou "sur la Trinité"), Du Baptême, De l'Oraison dominicale, Du Voile des Vierges, De l'Ornement des femmes, A sa femme, Exhortation à la Chasteté, Du Jeûne (ou "contre les Psychiques"), De la Monogamie, De la Pudicité,
- Tome 8, 1843 : Saint Hippolyte : Démonstration du Christ et de l'Antechrist, Démonstration contre les Juifs, Fragments du Discours contre Béron  et Hélicen, Fragments du Traité contre l'hérésie de Noétius, Homélie sur la Théophanie ; Origène. Réfutation de Celse.

La Bible
- Traduction française seule : Tome 1 de la Genèse à IV Règnes ; Tome 2 suite de IV Règnes à Ésae 31 ; Tome 3 Suite Ésae, fin de l'AT, NT
- Édition Latin-Français Tome 1, Tome 2, Tome 3, [Tome 4], Tome 5,

Autres ouvrages
- Voyage dans la Vendée et dans le midi de la France, 1821
- Vie de Jacques Cathelineau premier Général des armées catholiques de Vendée, 1821
- Sermons et conférences, 1841
- La divinité de Jésus Christ annoncée par les prophètes, démontrée par les évangélistes..., Tome 1, Tome 2, 1842
- Histoire d'une âme Autobiographie spirituelle de M. De Genoude (1844), suivie d'une Biographie de M. de Genoude par un collaborateur du journal "Le Bourbonnais" (1844)
- Vie de Jésus Christ d'après le texte des quatre Evangélistes, distribués selon l'ordre des faits, 1851